# Соколарци
 Тази статия е за селото в България.  За селото в Северна Македония вижте Соколарци (община Чешиново-Облешево).  
Соколàрци е село в Югоизточна България, община Котел, област Сливен.

## География
Село Соколарци се намира на около 40 km север-североизточно от областния център град Сливен, около 14 km север-североизточно от общинския център град Котел и около 14 km юг-югоизточно от град Омуртаг. Разположено е в западната част на историко-географската област Герлово, по сравнително стръмния ляв (северен) долинен склон на река Голяма Камчия, на около 400 – 500 m от реката. Надморската височина нараства от около 390 m в югоизточния край на селото до около 470 m в западния му край.
Общински път от Соколарци на югозапад през село Топузево води до село Филаретово и връзка в него с третокласния републикански път III-706, който води на запад към връзка с второкласния републикански път II-48, а на изток – през селата Малко село, Ябланово и Звездица към връзка с първокласния републикански път I-7.
Населението на село Соколарци, наброявало 351 души при преброяването към 1934 г., нараства до 691 към 1985 г. и намалява до 481 към 2001 г. и 415 (по служебен документ на НСИ от 2021.12.31) към 2021 г.
При преброяването на населението към 1 февруари 2011 г., от обща численост 498 лица, за 15 лица е посочена принадлежност към „българска“ етническа група, за 482 – към „турска“ и за един – „не отговорили“.

## История
До 1934 г. селото се нарича Ду̀ванджилар.
Основното училище „Хаджи Димитър“ е закрито.

## Обществени институции
Село Соколарци към 2023 г. е център на кметство Соколарци.
В село Соколарци към 2023 г. има:
- действащо читалище „Зора“;[9]
- джамия;[10]